# Lamprologus ornatipinnis
Lamprologus ornatipinnis är en fiskart som beskrevs av Poll, 1949. Lamprologus ornatipinnis ingår i släktet Lamprologus och familjen Cichlidae. IUCN kategoriserar arten globalt som livskraftig. Inga underarter finns listade i Catalogue of Life.